# 우파연대선거행동
우파연대선거행동(폴란드어: Akcja Wyborcza Solidarność Prawicy; AWSP)은 폴란드 제3공화국의 정당연합이다. 1997년까지는 명칭이 연대선거행동(폴란드어: Akcja Wyborcza Solidarność; AWS)이었다. AWSP 내부에서 가장 우세했던 정당은 연대자유노조의 우당인 연대선거행동사회운동(RSAWS)이었다.
1996년 자유주의, 보수주의, 기독교 민주주의 성향의 30개 이상의 정당들이 연합해 만들어졌다. 초대 의장은 마리안 크사클레프스키였다. 1997년 RSAWS와 자유연합(UW), 개혁지지 무당파 의원단(BBWR)이 연합에 합류했고, RSAWS의 예지 부제크가 총리가 되었다.
1999년 NATO 가맹 및 유럽연합 가입으로 인해 연합 정당들 간에 내분이 일어났고, 많은 당원들이 보다 진보적인 시민 연단이나 보다 보수적인 법과 정의, 폴란드 재건운동으로 이탈했다. 2001년이 되면 연합에 가맹한 정당 수는 RSAWS를 비롯해 3개로 줄어들었다. AWS는 부제크의 소수여당내각을 이루었고, AWSP로 개칭하는 한편 RSAWS는 RS로 개칭했다. 2001년 AWSP는 하원 의석을 모두 잃고 상원에서도 7석으로 줄어드는 참패를 당하면서 해산되었다.

## 선거 내역

### 의회선거
| 하원     | 하원      | 하원       | 하원      | 하원 | 하원 |
| 선거     | 득표수    | 득표율     | 의석      | 증감 |      |
| -------- | --------- | ---------- | --------- | ---- | ---- |
| 1997년   | 4,427,373 | 33.8 (1위) | 201 / 460 |      |      |
| 2001년   | 729,207   | 5.6 (7위)  | 0 / 460   | 201  |      |
| 상원     |           |            |           |      |      |
| 선거     |           |            | 의석      | 증감 |      |
| 1997년   |           |            | 51 / 100  |      |      |
| 2001년   |           |            | 7 / 100   | 44   |      |
| 지방선거 |           |            |           |      |      |
| 선거     | 득표수    | 득표율     | 의석      | 증감 |      |
| 1998년   |           | 33.3 (1위) | 342 / 855 |      |      |
| 2002년   |           | 3.4 (6위)  | 17 / 561  | 325  |      |

### 대통령 선거
| 선거   | 후보                  | 초선      | 초선       | 결선          | 결선          |
| 선거   | 후보                  | 득표수    | 득표율     | 득표수        | 득표율        |
| ------ | --------------------- | --------- | ---------- | ------------- | ------------- |
| 2000년 | 마리안 크사클레프스키 | 2,739,621 | 15.6 (3위) | 결선진출 실패 | 결선진출 실패 |